# Norrländska mästerskapet i fotboll 1947
Norrländska mästerskapet i fotboll 1947 vanns av Ljusne AIK. Ljusne AIK slog Skellefteå AIK i Solna.

## Final
- 11 juli 1947: Ljusne AIK-Skellefteå AIK 3–3, 4–3 efter förlängning